# Акции на предъявителя
Акции на предъявителя — инструмент владения компаниями, допустимый в оффшорных и некоторых других юрисдикциях, факт владения которым достаточен для легализации права собственности на компанию, позволяет сохранять конфиденциальной информацию о владельце компании до момента, пока такие акции не будут предъявлены.
В российском законодательстве акции остались только в виде бездокументарных ценных бумаг, об этом говорит статья 25 Закона об акционерных обществах и статья 2 закона «О рынке ценных бумаг».

Правовое регулирование
В большинстве современных юрисдикций (включая Россию) выпуск акций на предъявителя запрещен или сильно ограничен из-за рисков:  
- Отмывание денег (из-за анонимности).  
- Уклонение от налогов.  
- Отсутствие контроля со стороны регуляторов.  

## Понятие акции недъявителя, отличие от именной акции
Акцией на предъявителя называется ценная бумага (акция), анонимный держатель которой признается с юридической точки зрения полноценным акционером компании со всеми соответствующими правами (Финансовый словарь).
Эта бумага, в отличие от именной акции, не содержит никаких указаний на фамилию и имя собственника. Права, удостоверенные акцией на предъявителя, фактически принадлежат предъявителю этой бумаги. Владелец сертификата акции на предъявителя считается собственником акций, удостоверяемых сертификатом.
Ни компания, ни председатель собрания акционеров, внесенных в реестр компании, ни директор, ни какое-либо должностное лицо компании и никакое иное уполномоченное лицо не обязано выяснять обстоятельства, при которых сертификат оказался у его владельца, или ставить вопрос о действительности или правомочности каких-либо действий владельца сертификата такой акции. Акционером признается тот, кто фактически обладает акцией (самим документом — сертификатом акции).
Акции на предъявителя передаются простым вручением сертификата новому держателю. При продаже акции на предъявителя не требуется совершать каких-либо передаточных надписей на сертификате акции или составлять сопровождающих сделку документов: акция передается путём физической передачи сертификата от продавца (предъявителя сертификата акции) покупателю. Передача акции на предъявителя означает передачу соответствующих прав на компанию.
Вышеупомянутая именная акция содержит указание на личность акционера — только это лицо, и никто другой не может являться акционером компании. Имена таких лиц вносятся в реестр акционеров компании (владельцы акций на предъявителя не регистрируются в реестре компании), и любая передача акций от одного владельца другому осуществляется на основе письменного документа (например, договора купли-продажи между продавцом и покупателем). Информация о смене владельцев именных акций также отражается в реестре акционеров.

## История вопроса
Первыми бумагами на предъявителя почти во всех странах стали банковские билеты или банкноты (в России — ассигнации). Позднее, в связи с монополизацией банкнотной эмиссии одним или несколькими банками (как правило, государственными), форму бумаг на предъявителя стали принимать краткосрочные банковские заемные обязательства (сертификаты, расписки, билеты) и долгосрочные заемные обязательства банков и корпораций (облигации). С развитием акционерной формы предприятий в виде бумаг на предъявителя стали выпускаться и акции.
Исторически первыми появились именные акции, а уже значительно позже появились акции на предъявителя. Их появление было связано с развитием фондовой биржи.
Возникновение первых акционерных компаний можно отнести к началу XVII века:  Английская Ост-Индская компания в 1613 году и Голландская Ост-Индская компания в 1602 году. Акции этих компаний были изначально именными. Впервые появились акции на предъявителя с учреждением Джоном Ло учётного банка во Франции в 1717 году. Королевскими декретами Джону Ло было предоставлено право учредить акционерный банк с основным капиталом в 6 миллионов франков, разделенных на 1200 акций по 5000 франков каждая с правом выпуска банкнотов. В августе 1717 года Ло учредил новую акционерную компанию «Миссисипи» с основным капиталом в 100 миллионов, разделенных на 200 000 акций для колонизации стран, лежащих по берегам реки Миссисипи. Акции и банка, и компании были на предъявителя.
Удобства, связанные с предъявительской формой акций (легкость передачи, простота обращения на бирже, простота доказательства права собственности), были оценены и стали широко применяться в акционерных компаниях. Но наряду с такими плюсами, выявились и минусы использования этих бумаг: например их использование в биржевой игре. В акционерных учреждениях Джона Ло эти невыгодные стороны акций на предъявителя обнаружились довольно скоро. Биржевая горячка охватила огромное количество лиц, и через некоторое время она закончилась крахом: владельцы акций, за несколько дней считавшие себя крупными капиталистами, остались ни с чем, имея в руках ничего не стоящие бумаги.
Несмотря на первый неудачный опыт, такая форма участия в акционерном обществе как приобретение сертификатов акций на предъявителя получила достаточно широкое распространение в Европе, а затем и в России.
Сегодня существует мнение, что акции на предъявителя — это некое изобретение офшорных финансовых центров для целей сокрытия информации о реальном владельце компании. Но практика доказывает иное: Данный инструмент с большей или меньшей степенью успеха функционирует уже на протяжении не одного столетия.

## Выпуск акций на предъявителя
Первым и важнейшим условием выпуска акций на предъявителя является тот факт, что данное право должно быть предусмотрено законодательством страны регистрации для данного типа компаний.
Кроме того, право выпуска сертификатов акций на предъявителя должно быть закреплено в учредительных документах компании.
Решение о выпуске акций в офшорных юрисдикциях принимает директор компании. И, как правило, одновременно с этим решением выпускается сам сертификат акции.
Сертификат акции — это основной документ, удостоверяющий права держателя акции, в котором в обязательном порядке содержится предусмотренная законом информация:
1. наименование эмитента;
2. номер сертификата;
3. размер уставного капитала;
4. количество акций, принадлежащих владельцу данного сертификата;
5. дата выпуска сертификата;
6. в графе, где должен быть указан владелец акции, вместо имени указывается «предъявитель» («bearer»). Это означает, что фактическим владельцем данного сертификата является лицо, у которого этот сертификат находится.

Учредительные документы компании, как правило, предусматривают процедуру подписания сертификата. В большинстве офшорных юрисдикций сертификаты акций должны быть подписаны директором либо иным авторизованным лицом компании.

## Мировые тенденции законодательства
Механизм контроля за перемещением акций на предъявителя стал формироваться в начале 2000 годов. До этого зарегистрированные агенты, присылая своему агенту комплект учредительных документов компании, вместе со свидетельством о регистрации, уставом, учредительным договором, передавали по умолчанию бланки сертификатов акций. Вопросов о том, кто является владельцем этих сертификатов, а также каким образом происходит их передача, не задавалось.
Однако в последние несколько лет экономически развитые страны, в частности, США, а также международные организации, такие как ОЭСР и ФАТФ, начали существенное давление на офшорные юрисдикции. Основной их претензией было даже не то, что в низконалоговых территориях существует льготное налогообложение, а отсутствие прозрачности как таковой: нет открытых реестров, нет указания на то, кто реально является собственником компаний. И хотя международные организации не вправе давать обязательные указания, и не могут применять санкции, тем не менее, некоторые офшорные юрисдикции начали приводить своё законодательство в соответствие с рекомендациями таких международных организаций.
ФАТФ свои основные направления борьбы с предотвращением «отмывания» капиталов отразила в документе «40 рекомендаций». Рекомендации были приняты в апреле 1990 года и почти ежегодно претерпевают некоторые изменения.
Рекомендациями ФАТФ (Рекомендации 33-34) устанавливается принятие мер по обеспечению прозрачности юридических лиц и образований с целью получения компетентными органами доступа к сведениям о бенефициарном владельце в любое время.
Изменения законодательства офшорных юрисдикций в рамках данных рекомендаций чаще всего касаются открытого реестра акционеров и директоров, отмены акций на предъявителя, а также информационного сотрудничества с органами управления и контроля.
Офшорные центры отреагировали на критику использования ими акций на предъявителя по-разному.
В ряде низконалоговых юрисдикций акции на предъявителя были запрещены (Багамские острова, острова Мэн, Джерси, Маврикий). Сейчас там регистрируются компании, но в гораздо меньшем количестве, чем в других офшорных территориях.
Некоторые юрисдикции предприняли компромиссные меры: с одной стороны попытались соблюсти требования международных организаций, а с другой — требования клиентов, которые регистрируют и используют компании. Так произошло на Британских Виргинских островах и Белизе.
А некоторые страны, формально согласившись сотрудничать, тем не менее, существенных изменений в своё законодательство не внесли (к ним, в частности, относятся Сейшельские острова).

## Преимущества и недостатки акций на предъявителя
Основное преимущество, ради которого регистрировались компании с акциями на предъявителя раньше, это конфиденциальность. Поскольку в настоящее время информацию о владельцах сертификатов акций на предъявителя нужно подчас раскрывать даже не одному лицу, конфиденциальность можно назвать мнимой.
Ещё одно преимущество — простота передачи сертификатов акций на предъявителя в настоящее время также скорее превращается в минус, а именно незащищенность владельца от кражи или потери. Любое лицо, завладевшее сертификатом акций на предъявителя, будет считаться владельцем данного сертификата.
Следующим минусом можно назвать сложности при открытии банковского счета. Некоторые банки отказываются открывать счета компаниям, у которых выпущены акции на предъявителя, несмотря на то, что клиент готов раскрыть всю информацию о владельцах таких акций, считая, что это противоречит проводимой ими политике «знай своего клиента» («know your client»). Некоторые банки просят депонировать сертификаты акций на предъявителя у них. Здесь сложность может заключаться в том, что сертификаты акций уже депонированы (например, у попечителя на БВО, у зарегистрированного агента, как в случае в Белизом, в другом банке).
Кроме того, могут возникнуть сложности при уведомлении акционеров о проведении ежегодного собрания. Как правило, процедура должна быть прописана в учредительных документах. Но даже если там указано, что подается объявление в местной газете о предстоящем собрании, то в случае если акционер физически не проживает в этом государстве, то велика вероятность, что он просто не узнает об этом факте.
Может возникнуть ситуация, когда компания хочет открыть представительство в какой-либо стране, и по законодательству этой страны обязательно нужно подтверждать документально факт владения этой компанией акционером. Акционер с сертификатами акций на предъявителя не сможет подтвердить свои права, так как в сертификатах его имя не указано.
По существу, введение новых правил обращения с акциями на предъявителя лишило такие акции всякого смысла. Сама суть предъявительских акций состояла в том, что владение акцией удостоверяется именно фактом владения её сертификатом, а передача акции производится простым вручением сертификата. Если сертификат находится на хранении, предъявить или вручить его не представляется возможным. Можно разве что предъявить документ, подтверждающий факт хранения. Таким образом, предъявительская акция превращается в некую странную разновидность именной и можно предположить, что использование предъявительских акций в дальнейшем будет только сокращаться.